# 藤田義明
藤田義明（1983年1月12日—）是日本足球運動員，現時效力日本磐田喜悅，司職左右中場及後衛。

## 人物
畢業於栃木縣立宇都宮白楊高等學校、順天堂大學。
母親是台灣人，早年赴日本讀書時與日本人相識、相戀而結婚。
2007年，與女星井川繪美結婚。
2008年5月16日，長女葵誕生。
2012年7月14日，長子涼平誕生。

## 球會生涯
曾入選日本大學生代表隊，大學畢業後正式開始職業生涯，曾加入JEF聯市原·千葉，中途便轉會到大分三神，得到更多出場機會站穩先發,大分三神在J2時期的出色表現（2008年10月份獲得J2單月最佳球員 ），使得他被磐田喜悅注意，最終轉會加盟。2011年，移籍到磐田喜悅成為球隊的後場支柱。

## 外部連結
- 磐田喜悅官方網站 （页面存档备份，存于）
- 藤田義明 官方網站
- 藤田義明的X（前Twitter）
- 挖掘出藤田義明有台灣血統的第一手報導